# 정보 윤리
정보 윤리는 정보의 창작, 조직, 전파, 이용 간 관계, 그리고 사회에서 인간의 행위를 다스리는 윤리적 기준과 도덕률에 초점을 둔 윤리학 분과이다. 자원, 제품, 또는 대상으로서 정보로부터 들어오는 도덕성을 시험한다.
정보 차원의 프라이버시, 윤리기관, 새로운 환경 문제, 정보의 라이프사이클(창작, 수집, 녹취, 배포, 처리 등)로부터 발생하는 문제(특히 소유권과 저작권, 정보 격차, 디지털 권리)와 관련한 도덕적 문제를 고려하기 위한 중요한 프레임워크를 제공한다.
도서관 관리인, 아카이브 관리인, 정보 전문가 등이 어떻게 적절한 정보를 전파하는지, 정보를 기술할 때의 행위의 책임에 관해 알아야 하는 중요성을 정말 이해하는지를 파악하는 것이 매우 중요하다.
정보 윤리는 컴퓨터 윤리, 의학윤리, 저널리즘 그리고 정보철학 등의 다양한 분야로 발전해오고 있다.